# Stembus

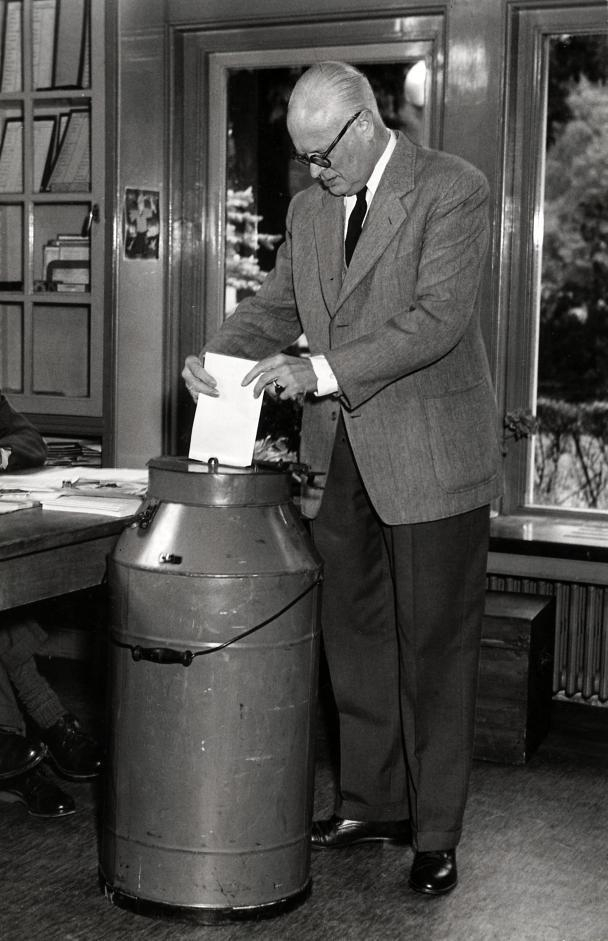
KVP-politicus C.P.M. Romme brengt met papier in de hand bij de stembus zijn stem uit bij de Tweede Kamerverkiezing (1956).

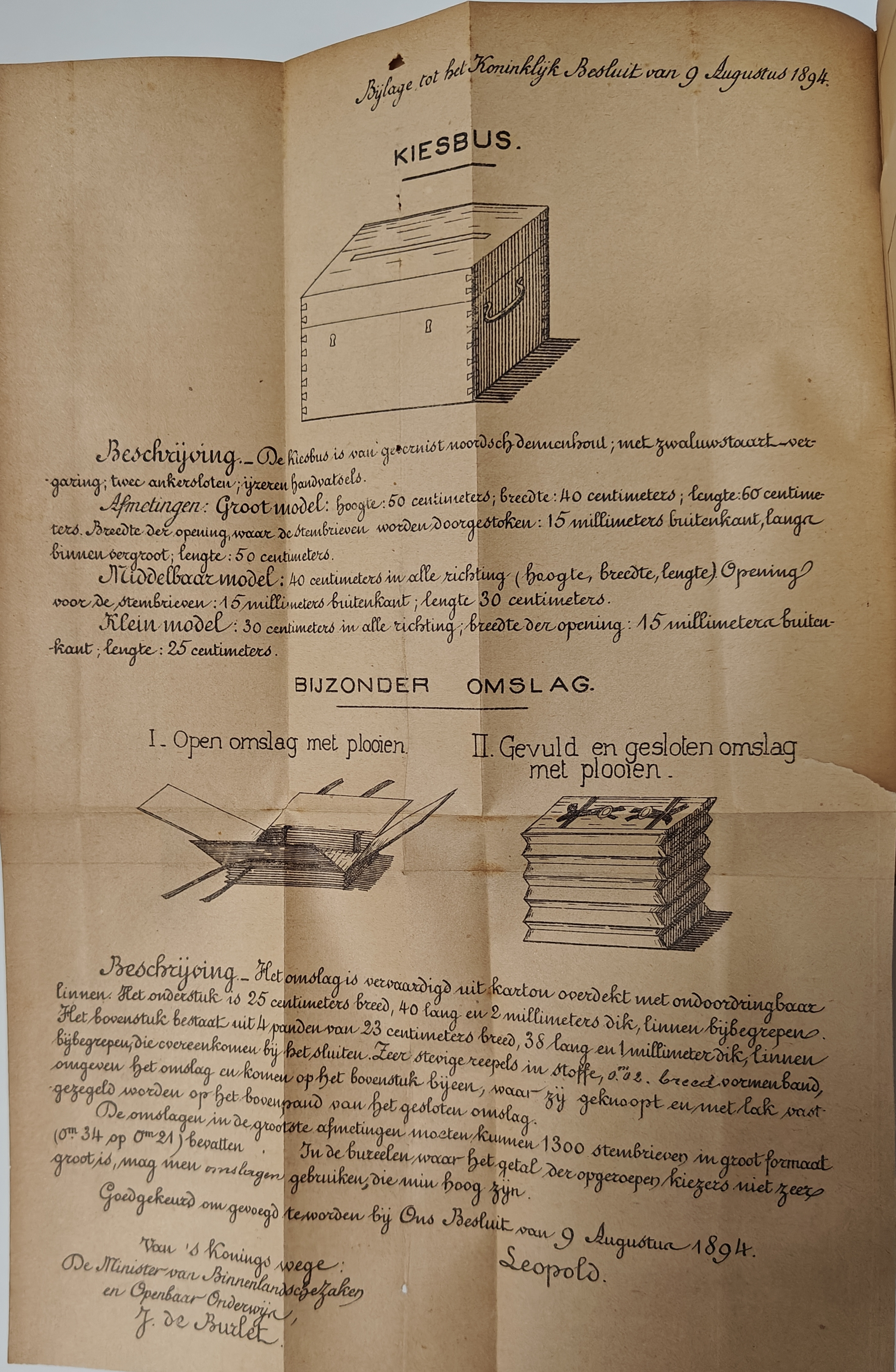
Model van de stembus bij koninklijk besluit van 9 augustus 1894 in België

Een stembus is een (tijdelijk) verzegelde doos, met bovenaan een smalle opening waarin tijdens een verkiezing de stembiljetten van de kiezers worden gedeponeerd.
Stembussen raken vandaag steeds meer in onbruik door de opkomst van het elektronisch stemmen. De stembus wordt soms genoemd als symbool van de verkiezingen.

## Procedure
Bij aanvang van de stemming controleert de voorzitter van het stembureau of de bus leeg is. Stembussen zijn soms doorzichtig zodat dit voor iedereen zichtbaar is. Daarna gaat het deksel van de stembus op slot. De sleutel wordt bewaard door de voorzitter van het stembureau.
Bij sluitingstijd van het stembureau wordt de gleuf van de stembus afgesloten, zodat er geen stembiljetten meer bij kunnen worden gedaan. Na enkele administratieve werkzaamheden (zoals het tellen van de ingekomen oproepkaarten) wordt het deksel geopend, de stembus leeggemaakt en worden de stemmen geteld.